# The Santa Fe New Mexican
The Santa Fe New Mexican, o simplemente The New Mexican, es un periódico publicado en Santa Fe, Nuevo México. Apodado «el periódico más antiguo de Oeste», su primer número se imprimió el 28 de noviembre de 1849.

## Historia
Las oficinas del centro de The New Mexican están ubicadas en 150 Washington Ave. en Santa Fe, donde se encuentran los departamentos de publicidad, redacción, contabilidad y administración.
Sus escritores notables incluyen al autor superventas del New York Times, Tony Hillerman, quien se desempeñó como editor ejecutivo a principios de la década de 1950.
The New Mexican construyó un nuevo edificio de producción de 65 000 pies cuadrados que se completó en noviembre de 2004, ubicado en One New Mexican Plaza en Santa Fe. El primer periódico del Santa Fe New Mexican se imprimió en la nueva rotativa KBA Comet el 1 de noviembre de 2004. The New Mexican también imprime el Albuquerque Journal en esta instalación.
El 20 de mayo de 2011, The New Mexican compró los activos de Santa Fe Thrifty Nickel y se hizo cargo de la propiedad de la publicación. Thrifty Nickel publica todos los jueves para el norte de Nuevo México. 
El 29 de marzo de 2012, se anunció que The New Mexican había ganado el primer lugar en la división de color del concurso de impresión de la Inland Press Association. Hay más de 1200 periódicos en el grupo IPA. The New Mexican ganó la división de blancos y negros en 2011. 
The New Mexican es uno de los 26 sitios de impresión nacionales del New York Times. The New Mexican es la imprenta comercial más grande de Nuevo México e imprime varios otros periódicos y productos impresos. Estos se entregan en todo Nuevo México y otros estados.
The New Mexican fue nombrado «Diario del Año» (categoría de circulación inferior a 30 000) de 2015 por la Asociación de Medios Locales, una organización nacional de compañías de televisión, periódicos y radio. The New Mexican fue citado por «reportajes detallados, escritura evocadora y fotografía sólida que le dan un poderoso sentido de lugar a su cobertura» por jueces de la Escuela Graduada de Periodismo Craig Newmark en la Universidad de Nueva York. 
El periódico fue comprado por Robert M. McKinney, el difunto padre de su actual propietario, en 1949. Se lo vendió a Gannett en 1976 con un contrato para mantener el control editorial y de gestión. Demandó a la compañía en 1978 después de un presunto incumplimiento de contrato, y finalmente recuperó el periódico en 1989.